# رمكو بويير
رمكو بويير (بالهولندية: Remco Boere)‏ هو لاعب كرة قدم هولندي في مركز الهجوم، ولد في 29 أكتوبر 1961 في روتردام في هولندا. لعب مع أدو دين هاغ وبي إي سي زفوله ورودا كيركراده وفيتيسه آرنهم ونادي إكسلسيور ونادي إيراكليس ونادي جل فيسنتي ونادي غينت ونادي كامبور.

## وصلات خارجية
- رمكو بويير على موقع قاعدة بيانات كرة القدم.إي يو (الإنجليزية)
- رمكو بويير على موقع عالم كرة القدم.نت (الإنجليزية)